# گابریل یارد
گابریل یارد (Gabriel Yared) آهنگساز لبنانی-فرانسوی است. او سازنده موسیقی متن فیلم‌های گوناگونی آمریکایی و فرانسوی، مانند بیمار انگلیسی است که در سال ۱۹۹۶ برنده جایزه اسکار بهترین موسیقی فیلم و گرمی شد.
گابریل یارد متولد ۱۹۴۹ در بیروت است. وی در کودکی با نواختن آکاردئون آشنا شد و بعدها در اکول نورمال پاریس آموزش دید.

## فیلمشناسی
- ۱۴۰۸
- آقای ریپلی بااستعداد
- بیمار انگلیسی
- تام در مزرعه
- در سرزمین خون و عسل
- زندگی دیگران
- حلقه نخست
- شکستن و وارد شدن
- شهر فرشته‌ها
- عاشق
- کامیل کلودل
- گانداهار
- مایل هستید برقصیم؟
- حرکات خطرناک
- کنار دریا
- پیامی در بطری